# Relations entre l'Allemagne et la Lituanie
Les relations entre l'Allemagne et la Lituanie sont établies en 1918 et restaurées en 1991 à la suite de l'indépendance de la Lituanie vis-à-vis de l'URSS. L'Allemagne a une ambassade à Vilnius tandis que la Lituanie a une ambassade à Berlin et sept consulats honoraires (à Düsseldorf, Francfort-sur-le-Main, Hambourg, Cologne, Künzelsau, Lübeck et Munich). Les deux pays sont membres du Conseil des États de la mer Baltique, de l'Organisation du traité de l'Atlantique nord (OTAN) et de l'Union européenne.
En 2015, l'entrée de la Lituanie dans la zone euro fait perdre à Jens Weidmann, président de la Banque fédérale d'Allemagne, son droit de voter à quelques réunions de la Banque centrale européenne.
Selon l'Institut de statistique lituanien, 3 500 citoyens d'origine allemande vivaient en Lituanie en 2007.